# Fyre - La più grande festa mai avvenuta
Fyre - La più grande festa mai avvenuta (Fyre: The Greatest Party That Never Happened), o chiamato semplicemente Fyre, è un documentario del 2019 diretto da Chris Smith.
Il film, sul Fyre Festival del 2017, racconta attraverso delle interviste all'organizzatore dell'evento Billy McFarland, ai suoi soci e ai partepicanti, ripercorrendo le tappe della preparazione del festival. Il documentario è stato pubblicato su Netflix il 18 gennaio 2019.